# Google Pinyin
Pour les articles homonymes, voir Google (homonymie) et Pinyin (homonymie).

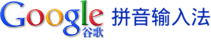
Logo de Google Pinyin

Google Pinyin (chinois traditionnel : 谷歌拼音输入法 ; pinyin : Gǔgē pīnyīn shūrùfǎ) ou Guge Google est une méthode d'entrée au clavier d'ordinateur des sinogrammes par hanyu pinyin, développée par les laboratoires de Google China. L'outil a été rendu public le 4 avril 2007.

## Plagiat par Google
Google a reconnu peu après avoir utilisé une technologie du portail web chinois Sohu.com, en particulier son outil Sougou Pinyin (en). Le dictionnaire utilisé par les deux outils présentait notamment les mêmes bugs. Depuis le 9 avril 2007 cependant, Google utiliserait exclusivement ses propres données.